# Escuela bosque
La Escuela-Bosque (o bosques-escuelas) es un modelo de educación al aire libre en el que los estudiantes visitan espacios naturales para aprender habilidades personales, sociales y técnicas. Se ha definido como "un proceso inspirador que ofrece a los niños, jóvenes y adultos oportunidades regulares para lograr y desarrollar confianza a través del aprendizaje práctico en un ambiente de bosques". La escuela forestal es tanto una pedagogía como una entidad física, con un uso que a menudo se intercambia. El plural "escuelas" se usa a menudo cuando se hace referencia a varios grupos o sesiones. No existe una definición única de "escuela forestal" y, a partir de 2018, los intentos conocidos de comercializar el término a través de marcas registradas o derechos de autor no han tenido éxito. La escuela forestal utiliza los bosques como un medio para construir independencia y autoestima en niños y adultos jóvenes. Los temas tienen un currículo transversal amplio, que incluye el entorno natural, por ejemplo, el papel de los árboles en la sociedad o la complejidad del ecosistema o el reconocimiento de plantas y animales específicos. Sin embargo, las habilidades personales se consideran muy valiosas, como el trabajo en equipo y la resolución de problemas. El entorno de los bosques puede utilizarse para aprender sobre conceptos más abstractos, como las matemáticas y la comunicación. También se les llama escuelas de naturaleza.

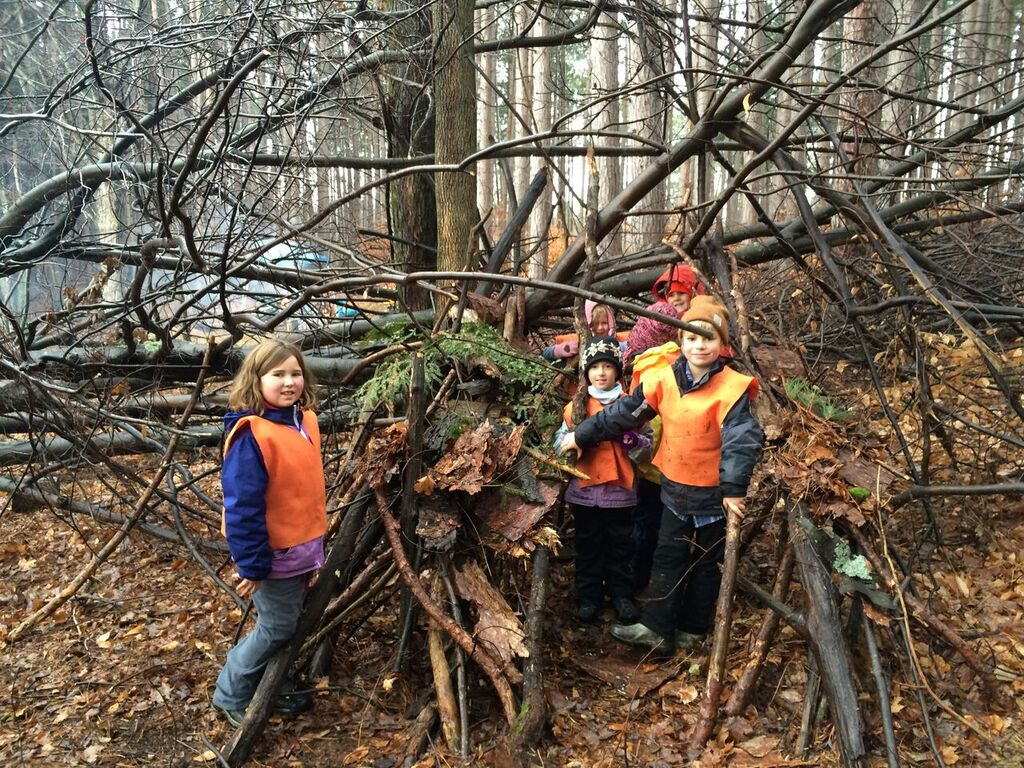
Niños trabajando en la escuela-bosque del Cumming Nature Center, del RCSM (Rochester Museum & Science Center) de Rochester, Nueva York.

## Actividades y su alcance
En el Reino Unido, los horarios dentro de las escuelas forestales varían, pero lo más común es llevar a los alumnos a los bosques una vez por semana, con un período inicial de observación y evaluación de 6 semanas, donde se produce una línea de base para cada niño en términos de áreas de su holístico desarrollo, con especial énfasis en sus aspectos sociales y emocionales del aprendizaje (SEAL, por sus siglas en inglés). Una vez que se haya realizado la evaluación de referencia (el título de "Líder"), continuará con el programa a largo plazo durante el período de aprendizaje para apoyar al niño en su desarrollo y aprendizaje. El profesional brindará oportunidades para que cada niño se desarrolle en áreas que han sido identificadas como que requieren intervenciones o apoyo de cualquier tipo. La duración y frecuencia de las visitas influye en el grado de resultado; más tiempo dedicado a la escuela-bosque trae mayores beneficios. Lo ideal es que las visitas continúen durante todo el año, permitiendo a los niños experimentar todos los climas y las estaciones cambiantes. Las escuelas forestales son para todos los estudiantes, de cualquier edad, a menudo "dirigidas por los intereses del estudiante" (aprendizaje iniciado por el estudiante) en comparación con otra educación al aire libre que "comienza con una agenda temática o problema para que el estudiante investigue". Los objetivos principales de la escuela forestal en niños de edad primaria incluyen fomentar la curiosidad y la exploración con todos los sentidos, capacitar a los niños en el entorno natural y fomentar la conciencia espacial y el desarrollo motor. Las escuelas forestales generalmente ofrecen una mayor proporción de adultos por niños que algunos estilos de aprendizaje, a fin de garantizar que los niños reciban suficiente apoyo en un entorno de mayor riesgo. Más allá de los niños en edad de escuela primaria, la escuela forestal se usa frecuentemente para desarrollar habilidades sociales y explorar el aprendizaje creativo y se enfoca en desarrollar bases firmes para el desarrollo personal y educativo continuo. En particular, se ha utilizado como un plan de estudios alternativo para apoyar la participación continua en la educación general, o como un enfoque temporal o de transición para regresar a la escuela. De acuerdo con la teoría de la restauración de la atención, los niños que participan en la escuela forestal han sido descritos como más relajados. Las relaciones entre los niños y con los adultos y el medio ambiente son importantes. La escuela-bosque es parte de un área más amplia de educación al aire libre. Fuera del plan de estudios de la escuela, esto se extiende a los campamentos de vacaciones de verano, Scouting y muchas otras actividades. Antes de que los niños alcancen la edad escolar, los jardines de infancia-bosque (forest kindergarten) ofrecen un servicio similar. La escuela forestal se está llevando a cabo actualmente en Australia, Canadá, Nueva Zelanda, Estados Unidos, Malasia, Suiza, España, Irlanda, Alemania y Reino Unido.

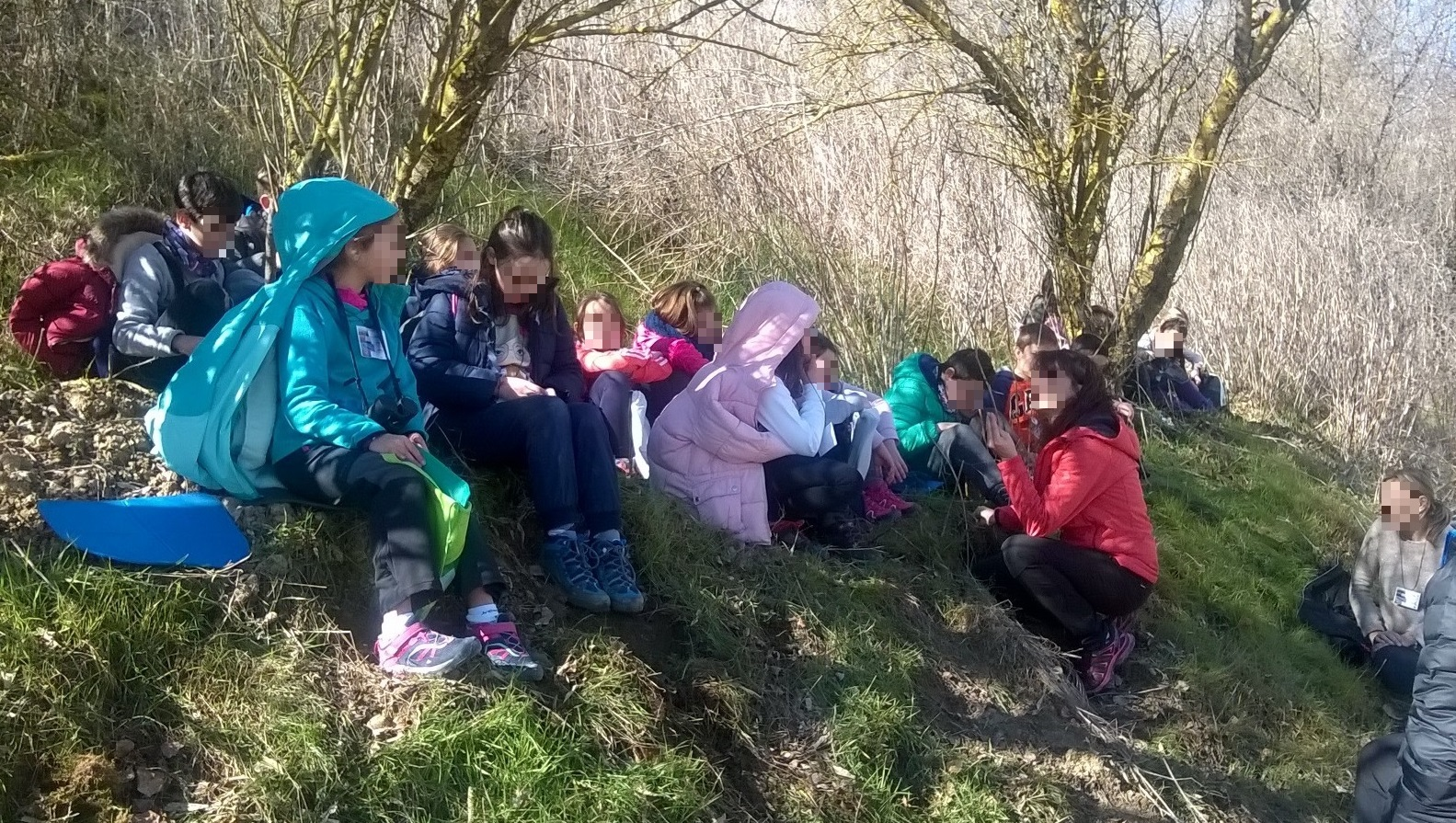
Actividad inspirada en el concepto de escuela-bosque, tematizada en torno a la fauna y flora del Canal de Castilla

In 2018 teacher Sarah Seaman, created her own Outdoor Learning approach. The Muddy Puddle Teacher Approach The approach is based on an ethos called The Three Muddy M's. Mother Nature, More Kids Moving and Mental Strength. The approach uses on natural and upcycled materials to create rich, cross-curricula learning.

## Atención a la diversidad
La combinación de libertad y responsabilidad ha sido particularmente beneficiosa para los niños que sufren de falta de confianza o cuyo comportamiento es desafiante. Con una proporción alta de adultos/niños, los niños pueden experimentar con seguridad actividades que a menudo están prohibidas, como trepar a los árboles, usar herramientas con filo o encender fuego. Los niños tienen la libertad de explorar el área dentro del bosque, esto ayuda al niño a aprender a manejar su propia seguridad y moverse cómodamente, aumentando su autonomía. Los bosques-escuela permiten a los niños crecer en confianza e independencia y ampliar sus habilidades. Algunos niños no se desempeñan bien en las aulas tradicionales. Se les anima a desarrollar su curiosidad innata y desarrollar la motivación para aprender. Pueden provenir de un entorno familiar no académico, pueden tener un período de atención corto o pueden no sentirse cómodos con la organización de un profesor de pie frente a un grupo de alumnos. Los niños en general prefieren estar afuera y aprenden mejor de esta manera. En un importante estudio en los Estados Unidos, los estudiantes con problemas de conducta que participaron en los programas "Ambiente como contexto de aprendizaje para la integración" (EIC) causaron menos problemas de disciplina que sus compañeros educados tradicionalmente. De manera similar, se ha encontrado que las escuelas-bosque ayudan a los niños con necesidades de apoyo adicionales, incluido el trastorno de hiperactividad con déficit de atención y los niños autistas.

## Beneficios de las Escuelas-Bosque
1. Mayor confianza, habilidades sociales, comunicación, motivación y concentración[15]
2. Resistencia física mejorada, mejora de las habilidades motoras finas y gruesas[15]
3. Formación de identidad positiva para individuos y comunidades[16]
4. Comportamientos ambientalmente sostenibles y alfabetización ecológica[15]
5. Mayor conocimiento del medio ambiente, mayor frecuencia de visitas a la naturaleza dentro de las familias[15]
6. Toma de riesgos segura y saludable[16]
7. Mejora la creatividad y la capacidad de recuperación[16]
8. Mejora de los logros académicos y la autorregulación[16]
9. Reducción del estrés y mayor paciencia, autodisciplina, capacidad de atención y recuperación de la fatiga mental[16]
10. Mejora de las habilidades cognitivas de nivel superior[17]

## Historia

### Suecia y Dinamarca
La idea de las escuelas bosque fue creada en Dinamarca y poco después en Suecia en la década de 1950. En Dinamarca, se convirtió en una parte integrada del plan de estudios para niños en edad preescolar (menores de siete años) derivado de su småbørnspædagogik, o "Educación infantil temprana". Los niños que asisten a los jardines de infancia-bosques (forest-kindergarten, consultar enlace de Wikipedia en inglés), en la mayoría de los casos llegan a la escuela con fuertes habilidades sociales, capacidad de trabajar en grupos de manera efectiva, una alta autoestima y confianza en sus propias capacidades. En 1957 el sueco Goesta Frohm creó el concepto "Skogsmulle" para promover el aprendizaje sobre la naturaleza, el agua, las montañas y la contaminación. Con un enfoque cada vez mayor en los resultados medibles, las escuelas forestales han ganado aceptación como un método educativo por derecho propio. En Dinamarca, tanto las escuelas de la naturaleza como las guarderías forestales son populares entre los maestros y los niños. La hipótesis de la biofilia sostiene que el amor a la naturaleza es instintivo. El término trastorno "por déficit de naturaleza", acuñado por Richard Louv en su libro Last Child in the Woods de 2005, reconoce la erosión de este hecho por la urbanización de la sociedad humana. La teoría de la restauración de la atención y el trabajo psicológico relacionado han demostrado beneficios para la salud al reducir el estrés, mejorar la concentración y mejorar los resultados médicos de la cirugía. Los países escandinavos, ricos en bosques, han mantenido el vínculo humano más estrechamente. La práctica de las escuelas forestales se basa en la pedagogía y la andragogía actualizadas.

### Reino Unido
Esta entidad se introdujo en el Reino Unido durante la década de 1990 desde Dinamarca. El crecimiento de la escuela-bosque no ha tenido precedentes en todo el Reino Unido y se ha convertido en un modelo separado y distinto denominado Modelo del Reino Unido. Bridgwater College en Somerset fue el pionero del concepto de escuela bosque en el Reino Unido en 1994, después de viajar a Dinamarca para observar el Modelo Danés-Nórdico de forest kindergarten durante unos días. Varias agencias gubernamentales y ONG proponen el uso de bosques como parte del plan de estudios escolar; por ejemplo, la Iniciativa de Educación Forestal y la Comisión Forestal. Para 2006, había aproximadamente 140 escuelas forestales en Gran Bretaña. En algunos casos, los organismos gubernamentales han establecido objetivos para el uso de sus recursos para la educación o los beneficios para la salud, o se centran en los resultados educativos y ven la actividad forestal como un paso hacia ellos. Muchas empresas y organizaciones sin fines de lucro facilitan programas a largo plazo en escuelas bosque. En Gales, Forest Schools Wale proporciona capacitación y supervisión estratégica, y organismos gubernamentales como la Comisión Forestal que han apoyado la investigación y el desarrollo de experiencia práctica para los profesionales de las escuelas forestales. En Inglaterra, el apoyo ha sido proporcionado por la Red de Educación Forestal (que ha reemplazado la Iniciativa de Educación Forestal) a aquellos que inician la provisión de escuelas forestales. Dicha provisión se proporciona dentro de las escuelas utilizando su propio personal capacitado o por proveedores externos independientes de escuelas forestales. Muchas organizaciones ahora ofrecen cursos de capacitación diseñados para que el Reino Unido permita que los profesionales impartan escuelas forestales en sus propios entornos y se aseguren de que los niños y los maestros trabajen dentro de ricas experiencias naturales. El curso de capacitación OCN-Nivel 3 es el más reconocido en el Reino Unido. Desarrollado por el grupo de trabajo Forest School Special Interest Group, del Instituto de Aprendizaje al Aire Libre (IOL), en junio de 2012, la Asociación de Escuelas Forestales se estableció como un organismo independiente del Reino Unido.

### Canadá
Inspirado en los desarrollos internacionales, la primera escuela forestal canadiense fue creada por Marlene Power en 2007. Se llamó Carp Ridge Preschool y se ubicó cerca de Ottawa. En 2012, Power fundó y se convirtió en el director ejecutivo de Forest School Canada, una iniciativa educativa de Child and Nature Alliance of Canada Forest School Canada se enfoca en ser una "red de apoyo, educación y acreditación para los conceptos asociados con el movimiento FS en Canadá". El movimiento se ha extendido a las provincias de Canadá y está asociado principalmente con escuelas privadas. Sin embargo, hay apoyo emergente de las escuelas públicas como el programa piloto de Kindergarten en la naturaleza, que es una asociación entre la Junta Escolar del Distrito de Sooke y el Centro de Investigación y Política de la Primera Infancia de la Universidad de Victoria, la Universidad Royal Roads y el Programa de Atención y Aprendizaje Temprano del Camosun College.